# ليوناردو كونتي
ليوناردو كونتي (بالألمانية: Leonardo Conti)‏ هو لاعب هوكي الجليد ألماني، ولد في 15 سبتمبر 1978 في غارميش-بارتنكيرشن في ألمانيا.

## وصلات خارجية
- ليوناردو كونتي على موقع EliteProspects.com (الإنجليزية)
- ليوناردو كونتي على موقع Eurohockey.com (الإنجليزية)
- ليوناردو كونتي على موقع HockeyDB.com (الإنجليزية)